# Alexander Angelin
Alexander Angelin (sinh ngày 30 tháng 1 năm 1990) là một cầu thủ bóng đá người Thụy Điển thi đấu cho BK Häcken ở vị trí tiền vệ.